# Marechal Cândido Rondon
Marechal Cândido Rondon è un comune del Brasile nello Stato del Paraná, parte della mesoregione dell'Oeste Paranaense e della microregione di Toledo.
Il suo nome è un omaggio a Cândido Mariano da Silva Rondon (1865-1958).